# Roger Strøm
Roger Strøm (Sandefjord, 28 de julio de 1966) es un deportista noruego que compitió en patinaje de velocidad sobre hielo.
Ganó dos medallas en el Campeonato Mundial de Patinaje de Velocidad sobre Hielo en Distancia Individual, plata en 1997 y bronce en 1996, y una medalla de plata en el Campeonato Mundial de Patinaje de Velocidad sobre Hielo en Distancia Corta de 1997.
Participó en dos Juegos Olímpicos de Invierno, en los años 1994 y 1998, ocupando el séptimo lugar en Lillehammer 1994, en la distancia de 1000 m.

## Palmarés internacional
| Campeonato Mundial en Distancia Individual | Campeonato Mundial en Distancia Individual | Campeonato Mundial en Distancia Individual | Campeonato Mundial en Distancia Individual |
| Año                                        | Lugar                                      | Medalla                                    | Prueba                                     |
| ------------------------------------------ | ------------------------------------------ | ------------------------------------------ | ------------------------------------------ |
| 1996                                       | Hamar (Noruega)                            | Medalla de bronce                          | 500 m                                      |
| 1997                                       | Varsovia (Polonia)                         | Medalla de plata                           | 500 m                                      |
| Campeonato Mundial en Distancia Corta      |                                            |                                            |                                            |
| Año                                        | Lugar                                      | Medalla                                    | Prueba                                     |
| 1997                                       | Hamar (Noruega)                            | Medalla de plata                           | Clasificación general                      |